# Hoyt Sherman
Hoyt Sherman (21 novembre 1827 - 25 janvier 1904) fut un banquier américain.

## Biographie
Il est né à Lancaster, en Ohio, et est le fils cadet de Charles Robert Sherman, juge à la Cour suprême de l'Ohio, et le plus jeune frère du juge fédéral Charles Taylor Sherman, du sénateur John Sherman et du général William Tecumseh Sherman. Jusqu'à ses dix-huit ans, la vie de Hoyt est divisée entre l'école et le bureau d'impression. Au printemps 1848 il est venu au fort Des Moines. En 1849 il est admis à la barre et a commencé à pratiquer la loi, et s'est également engagé dans l'immobilier.